# Animorphs: Shattered Reality
Animorphs: Shattered Reality est un jeu vidéo d'action, publié en 2000 sur console PlayStation. Il s'inspire de la série des ouvrages Scholastic Corporation intitulée Animorphs de K. A. Applegate. Il s'agit du dernier jeu édité par SingleTrac peu avant la fermeture du studio.

## Système de jeu
Visser Three obtient une machine lui permettant d'altérer ou détruire la réalité. Jouant en tant que quatre Animorphs (Tobias et Aximili-Esgarrouth-Isthill étant absents du jeu), le joueur doit collecter des morceaux de son Continuum Crystal en utilisant divers animaux morphs. Le gameplay consiste à sauter de plates-formes en plates-formes, de combattre des monstres, et de se transformer en animal. Les morphs utilisés dans le jeu par personnage incluent : Tiger pour Jake, Grizzly pour Rachel, Rhino pour Marco, et Wolf pour Cassie. Tous les personnages peuvent se transformer en libellule, dauphin ou chauve-souris.

## Accueil
Le jeu est accueilli d'une manière assez fragile. Frank Provo de GameSpot lui attribue une note de 3,5 sur 10, expliquant que même si les personnages « sont animés d'une manière fluide » et qu'il félicite les graphismes et la bande son, il révèle que le jeu « pédale... en termes de gameplay et de longévité ». Jeremy Conrad d'IGN fait à peu près les mêmes réflexions expliquant que « le jeu est tellement ennuyeux dans son mode histoire que c'est un défi de rester réveillé à chaque niveau. » Comme Provo, il explique que les personnages ne sont capables que de « courir et sauter » et « pas capables d'attaquer ».